# Piperaceae
Famille
Classification APG III (2009)
Les Piperaceae (Pipéracées) sont une famille de plantes à fleurs de l'ordre des Piperales de divergence ancienne.
Ce sont des lianes, des arbustes ou des petits arbres des régions tropicales.
On peut citer le genre Piper avec Piper nigrum le poivrier qui produit le poivre noir (en fait rouge, noir, blanc ou vert selon le stade de maturation de la baie).

## Étymologie
Le nom vient du genre piper mot latin issu du grec peperi qui  lui-même vient du sanskrit pippali.

## Classification
Selon la classification phylogénétique APG II (2003), la composition est différente et inclut le genre Peperomia.

## Liste des genres
Selon Angiosperm Phylogeny Website (29 mars 2010) :
- genre Arctottonia
- genre Macropiper
- genre Manekia
- genre Peperomia
- genre Piper
- genre Pothomorphe
- genre Sarcorhachis
- genre Trianaeopiper
- genre Verhuellia
- genre Zippelia

Selon NCBI (29 mars 2010) :
- genre Macropiper
- genre Manekia
- genre Peperomia
- genre Piper
- genre Trianaeopiper
- genre Verhuellia
- genre Zippelia

Selon DELTA Angio (29 mars 2010) :
- genre Circaeocarpus
- genre Zippelia
- genre Lindeniopiper
- genre Ottonia
- genre Piper
- genre Pothomorphe
- genre Sarcorhachis
- genre Trianaeopiper

Selon ITIS (29 mars 2010) :
- genre Lepianthes Raf.
- genre Peperomia Ruiz & Pavón
- genre Piper L.
- genre Pothomorphe Miquel, 1839